# Bukovany (district de Hodonín)
Pour les articles homonymes, voir Bukovany.
Bukovany (en allemand : Bukowan) est une commune du district de Hodonín, dans la région de Moravie-du-Sud, en République tchèque. Sa population s'élevait à 690 habitants en 2020.

## Géographie
Bukovany se trouve à 4 km au nord-nord-ouest de Kyjov, à 22 km au nord de Hodonín, à 40 km à l'est-sud-est de Brno et à 225 km au sud-est de Prague.
La commune est limitée par Nechvalín au nord-ouest, par Kyjov à l'est et au sud-est, par Sobůlky au sud-ouest et par Ostrovánky à l'ouest.

## Histoire
La première mention écrite du village date de 1131.